# Pyrenopeziza nannfeldtii
Pyrenopeziza nannfeldtii är en svampart som tillhör divisionen sporsäcksvampar, och som beskrevs av Franz Petrak. Pyrenopeziza nannfeldtii ingår i släktet Pyrenopeziza, och familjen Dermateaceae. Arten är reproducerande i Sverige.